# Agnes Strickland

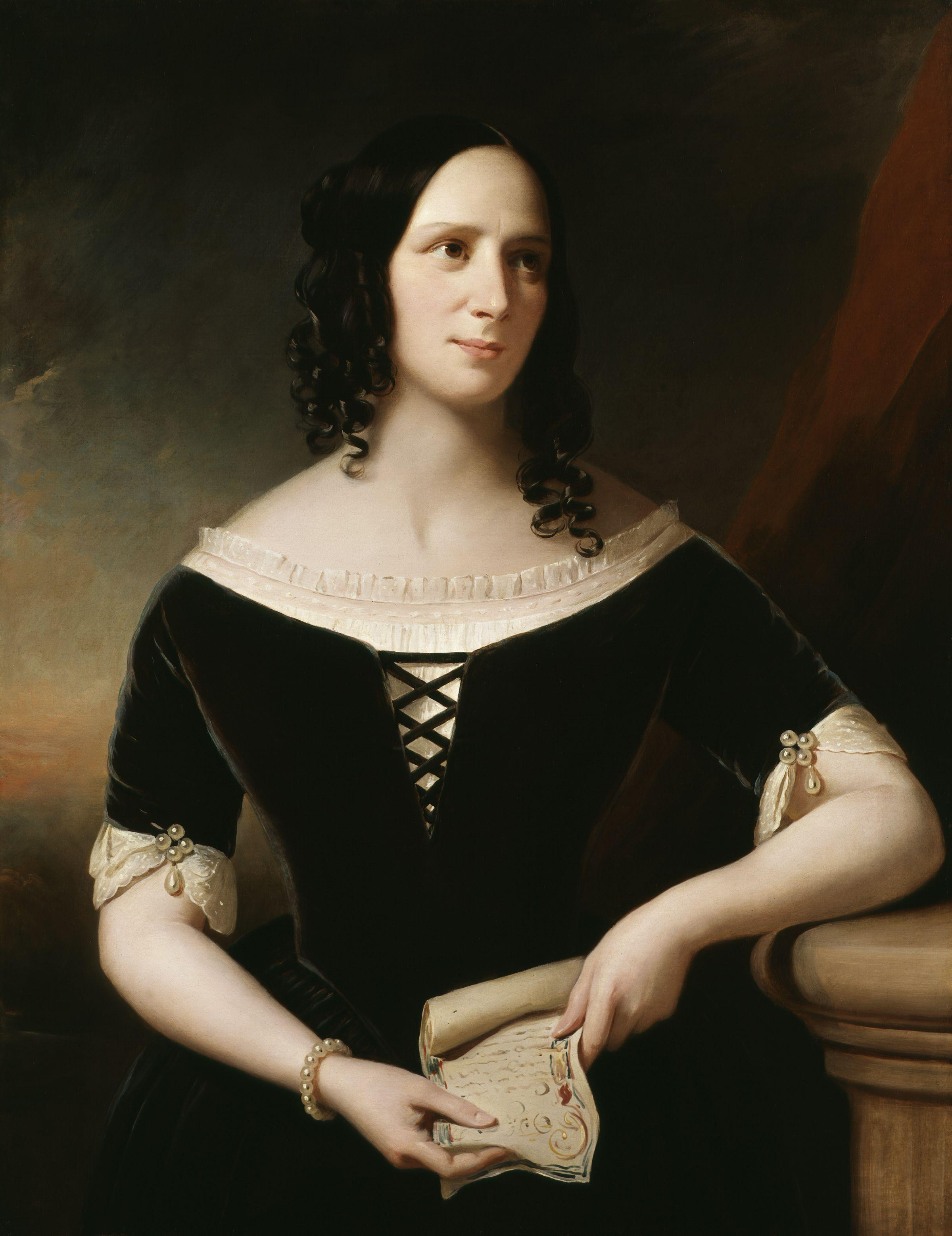
Agnes Strickland von John Hayes, 1846

Agnes Strickland (* 19. August 1796 in London; † 13. Juli 1874 in Southwold) war eine englische Geschichtsschreiberin und Dichterin.

## Leben
Agnes Strickland war die zweite Tochter von Thomas Strickland († 1818) und seiner zweiten Gattin Elizabeth, geb. Homer († 1864). Sie hatte fünf Schwestern und zwei Brüder. 1808 zog sie mit ihrer Familie nach Reydon Hall, Suffolk. Früh widmete sie sich historischen Studien. Da Thomas Strickland bei seinem Tod 1818 einen Gutteil seines Vermögens eingebüßt hatte, begannen jene seiner Töchter, die bereits schriftstellerisch tätig geworden waren, durch Verwertung ihrer literarischen Talente zur Bestreitung ihres Lebensunterhalts beizutragen. Die frühen literarischen Produktionen von Agnes Strickland waren vornehmlich historische Versromane im Stil Walter Scotts, z. B. die poetische Erzählung Worcester Field (1827). Dann verfasste sie zusammen mit ihrer älteren Schwester Elizabeth in einfachem Stil Prosageschichten für Kinder.
Später wandte Agnes Strickland sich der historischen Biographie zu, wofür sie fleißiges Quellenstudium betrieb. Ab 1840 machte sie sich an die Niederschrift ihrer bekanntesten Arbeit, des zwölfbändigen, das Leben 38 englischer Königinnen von Mathilde von Flandern bis Anne Stuart umfassenden Werks Lives of the Queens of England from the Norman Conquest. Zur Erstellung dieser Biographien wertete Strickland, die eine eifrige Anhängerin der Monarchie und Kirche war, zeitgenössische Briefe, persönliche Papiere und zahlreiche offizielle Dokumente aus, von denen sie umfangreiche Exzerpte in ihr Werk einfügte. Sowohl zu dieser umfangreichen Schrift, die allerdings den Maßstäben moderner kritischer Biographie nicht gerecht wird, als auch zu ihren anderen historischen Veröffentlichungen trug ihre Schwester Elizabeth viel bei. Jedoch wollte Elizabeth nicht als Mitautorin genannt werden.
Im August 1870 wurde Agnes Strickland in Anerkennung ihrer Verdienste auf Gladstones Antrag eine Pension von 100 Pfund aus der Staatskasse zuerkannt. 1872 verschlechterte sich ihre Gesundheit; sie brach sich aufgrund eines Sturzes den Fußknöchel, wozu eine teilweise Lähmung kam. Sie starb 1874 im Alter von knapp 78 Jahren und wurde auf dem Friedhof von Southwold beigesetzt. Ihr Leben beschrieb ihre Schwester Jane Margaret Strickland in einem 1887 erschienenen Buch.
Zwei von Agnes Stricklands Schwestern, Susanna Moodie und Catharine Parr Traill, wanderten 1832 mit ihren Ehemännern nach Kanada aus und wurden dort bekannte Schriftstellerinnen.

## Schriften (Auswahl)
- Worcester Field; or, The Cavalier. A Poem in four Cantos, with historical Notes. Longman, Rees, Orme, Brown, and Green, London 1826, (Digitalisat).
- Demetrius: A Tale of modern Greece: in three Cantos. With other Poems. Fraser, London 1833, (Digitalisat).
- Historical Tales of Illustrious British Children. Hailes, London 1833, (Digitalisat).
- The Pilgrims of Walsingham or Tales of the Middle Ages. An historical Romance. 3 Bände. Saunders and Otley, London 1835.
- Tales and Stories from History. 2 Bände. Parker, London 1836.
- Lives of the Queens of England, from the Norman Conquest. 12 Bände. Colburn, London 1840–1848.
- Letters of Mary, Queen of Scots, and Documents connected with her Personal History. 2 Bände. Colburn, London 1842.
- Historic Scenes and Poetic Fancies. Colburn, London 1850, (Digitalisat).
- Lives of the Queens of Scotland and English Princesses Connected with the Regal Succession of Great Britain. 8 Bände. Blackwood and Sons, Edinburgh u. a. 1850–1859.
- Lives of the Bachelor Kings of England. Simpkin, Marshall, and Co., London 1861, (Digitalisat; Biographien von Wilhelm II., Eduard V., Eduard VI.).
- The Lives of the Seven Bishops Committed to the Tower in 1688. Enriched and illustrated with Personal Letters. Bell and Daldy, London 1866, (Digitalisat).
- Lives of the Tudor Princesses including Lady Jane Gray and her Sisters. Longmans, Green and Co., London 1868, (Digitalisat).
- Lives of the Last Four Princesses of the Royal House of Stuart. Bell and Daldy, London 1872, (Digitalisat).